# ألاسا
ألاسا (باليونانية: Άλασσα) هي قرية في مقاطعة ليماسول في قبرص، شمال سد كوريس، على الطريق الرئيسي من ليماسول إلى كاكوبيتريا.
كشفت الحفريات التي قام بها علماء الآثار القبارصة في ألاسا في أوائل الثمانينيات من القرن الماضي أنقاض مدينة من العصر البرونزي. من بين النتائج الأخرى التي تم العثور عليها بقايا قصر، مما يشير إلى أن الموقع كان له أهمية أكبر كمركز تجاري محلي. ما إذا كانت ألاسا هي عاصمة المملكة القديمة المعروفة بإسم ألاشيا يظل سؤالاً محل نقاش. قدّم عالم الآثار كلود شيفر ادعاءات معينة في هذا الصدد.
كما تم العثور على فيلات رومانية هناك، أرضية من الفسيفساء تصور أفروديت وإيروس من إحداها في متحف ليماسول.
تم تطوير ألاسا في العصر الحديث كمركز سياحي يشبه المنتزه.